# 숭흥다이바오
숭흥다이바오(베트남어: Sùng Hưng Đại Bảo / 崇興大寶 숭흥대보 / 1049년 2월 ~ 1054년 10월)는 베트남 리 왕조(李朝) 태종(太宗) 리펏마(李佛瑪)의 여섯번째 연호이다.

## 개원
- 티엔깜타인부(天感聖武) 6년(1049년) 2월에 연호를 숭흥다이바오(崇興大寶)로 개원함.[1][2][3]

- 숭흥다이바오(崇興大寶) 6년 10월 1일[4](1054년 11월 3일)에 연호를 롱투이타이빈(龍瑞太平)으로 개원함.[1][2][5]

## 연대 대조표
| 숭흥다이바오 | 원년       | 2년        | 3년        | 4년        | 5년        | 6년        |
| 서기(西紀)   | 1049년     | 1050년     | 1051년     | 1052년     | 1053년     | 1054년     |
| 간지(干支)   | 기축(己丑) | 경인(庚寅) | 신묘(辛卯) | 임진(壬辰) | 계사(癸巳) | 갑오(甲午) |

## 동시대 연호

### 중국
북송(北宋)
- 황우(皇祐) (1049년 ~ 1054년)
- 지화(至化) (1054년 ~ 1056년)

요(遼)
- 중희(重熙) (1032년 ~ 1055년)

대리국(大理國)
- 보안(保安) (1045년 ~ 1052년)
- 정안(政安) (1053년 ~ 1061년)

서하(西夏)
- 연사녕국(延嗣寧國) (1049년)
- 천우수성(天祐垂聖) (1050년 ~ 1052년)
- 복성승도(福聖承道) (1053년 ~ 1056년)

### 일본
- 에이쇼(永承) (1046년 ~ 1053년)
- 덴기(天喜) (1053년 ~ 1058년)